# Xenochlorodes
Xenochlorodes là một chi bướm đêm thuộc họ Geometridae.